# 三自性
三自性，又稱三自相，也就是遍計所執性、依他起性、圓成實性，簡稱為遍依圓或三性。是唯識宗的主要理論法義，唯識宗的主體思想即是唯識無境，三界萬法皆由有情各自本具之第八識阿賴耶識(又名一切種子識)所變現，世尊在許多經典中都說有三性。
三自性係指一切有情生命中的三種重要法性，此三性必須依第八識阿賴耶識為前提才能存在。遍計所執性為因執著而產生的幻象，部派佛教對此因而不論。依他起性為自條件構成的現象，瑜伽行派著重的空觀。圓成實性為絕對的真實，中觀學派對此高度理論化。三者的比喻為看見月亮，認為上面有嫦娥或是嫦娥的圖案（遍計所執性）、月亮是由太陽的反射才發光（依他起性）、月亮原本就是圓的（圓成實性）。
《大乘入楞伽》：「無明愛及業。諸心依彼生。以是我了知。為依他起性。妄分別有物。迷惑心所行。此分別都無。迷妄計為有。心為諸緣縛。生起於眾生。諸緣若遠離。我說無所見。已離於眾緣。自相所分別。身中不復起。我為無所行。眾生心所起。能取及所取。所見皆無相。愚夫妄分別。顯示阿賴耶。殊勝之藏識。離於能所取。我說為真如。」	
三自性是唯識論中最重要的理論之一，唯識宗把宇宙萬法分為三種性質，唐代義淨三藏撰有《南海寄歸內法傳》，即稱“相宗以三性為宗”。《楞伽经》中说：“五法三自性，以及八识聚，二种无我义，涵盖诸大乘。”